# Rottekonge
En rottekonge er et zoologisk fænomen hvor en klump af rotter er blevet viklet samme ved deres haler og bruges i overført betydning om noget tæt sammenfiltret. Betegnelsen bruges også om en gammel rotte, der fodres af yngre eller om en person, der virker som rottejæger. Afledt af den sidste betydning kendes særligt gøgleren Cibrino, der optrådte med tamme rotter og var kendt som "rottekongen".
Der findes mange teorier om, hvordan rottekonger opstår; Det kan f.eks. ske ved at halerne bliver bundet sammen ved fødslen pga. kulde eller fordi en gruppe rotter har været udsat for den samme væske som derefter fryser. Et studie fra Estland anfører, at tilstanden primært sker i områder med hårde vintre.